# Diplazium tomentellum
Diplazium tomentellum là một loài thực vật có mạch trong họ Woodsiaceae. Loài này được (Rosenst.) L.D. Gómez miêu tả khoa học đầu tiên năm 1976.